# Мийо (виадукт)
Виадуктът на Мийо̀ (на френски: Viaduc de Millau) е пътен вантов мост, виадукт, пресичащ долината на река Тарн в близост до град Мийо, Южна Франция.
Това е пътният мост с най-висок стълб в света (343 m, включително пилона на вантовата система), малко повече от Айфеловата кула и почти колкото Емпайър Стейт Билдинг. Официално е открит на 14 декември 2004 г., а 2 дни по-късно е отворен за движение.
Виадуктът Мийо е последната стъпка от изграждането на автомагистралата по трасето на Европейски път E11 в участъка Клермон Феран-Пезенас. Той пресича дълбоката долина на река Тарн в южната част на Централния масив. Преди построяването му пътят, който е основна връзка между голяма част от Западна Европа и Средиземноморието, се спуска в долината и преминава през град Мийо. Това предизвиква тежки задръствания, особено през летния сезон, когато много туристи пътуват към морските курорти в Южна Франция и Испания.
Проектът за виадукта Мийо е изготвен под ръководството на френския инженер Мишел Вирложьо в сътрудничество с британския архитект Норман Фостър. Дългосрочната концесия за строителството и експлоатацията на моста е спечелена от консорциум, воден от групата Ефаж. Проектът се финансира основно чрез такси от преминаващите автомобили. Към 2014 г. размерът на таксата за лек автомобил е 7,3 евро (9,10 евро през летния туристически сезон, по-точно през юли и август).